# Alexis Damianós
Aléxis Damianós (grec: Αλέξης Δαμιανός, Atenes, 21 de gener de 1921 – 4 de maig de 2006) va ser un director de cinema, dramaturg i actor grec.

## Biografia
Nascut a Atenes, Alexis Damianós va estudiar a la mateixa ciutat. Va estudiar filosofia a la Universitat d'Atenes i teatre a l'escola de teatre del Teatre Nacional de Grècia.
El 1946 es va convertir en membre de la companyia de teatre dels Artistes Associats. L'any següent, va formar part de la troupe de Karolos Koun. El 1948-49, amb la seva pròpia companyia, anomenada "Teatre Experimental", va muntar les primeres representacions de Seán O'Casey a Grècia, així com dues de les seves pròpies obres. El 1950 es va incorporar a la companyia de G. Karousou.
Tanmateix, el 1951 va deixar el teatre durant uns deu anys. Després es va dedicar a la fabricació artesanal de telers.
L'any 1961 va fundar la comparsa del Teatre de Poreia. També era el nom de la seva productora cinematogràfica. Amb ella va posar en escena Flowering Cherry de Robert Bolt, A Taste of Honey de Shelagh Delaney, I nostri sogni d'Ugo Betti, La Vipère de Lillian Hellman i les seves pròpies obres La Cage ouverte i Le Dernier Automne. Després va posar en escena Ta kokkina fanaria d'Alekos Galanos. El 1964, amb el grup de Papamichael, va posar en escena Look Back in Anger de John Osborne. L'any següent, amb la troupe Alexandrakis, va ser Blues for M. Charlie de James Baldwin.
El 1972, il s'instal·la a Eubea, en una granja ecològica.

## Dramaturg
- To Kalokairi therisoume
- To Spitiko mas
- T' αγρίμια
- Anichti klouvi
- Tο τελευταίο φθινόπωρο

## Filmografia selectiva

### Com a director
- 1966 Mékhri to plío : pel·lícula de cinema, director, guionista, productor i director artístic
- 1971 Evdokía: pel·lícula de cinema, director i guionista
- 1983 Patoukhas: sèrie de televisió, director
- 1995 Iniokhos : pel·lícula, director

### Actor
- 1965 Le Voleur : curtmetratge, actor
- 1966 Bref Entracte : llargmetratge, acteur
- 1966 O Fovos : llargmetratge, actor
- 1971 Étrange Voyageur : sèrie de televisió, actor
- 1972 Oui, mais : llargmetratge, actor
- 1981 Quand les Grecs : llargmetratge, actor
- 1983 Le Malentendu : llargmetratge, actor

## Premis
- Festival de Cinema Grec 1966 (Tessalònica):
  - selecció per a Mékhri to plío
  - premi especial per "elevar el nivell poètic del festival" amb Mékhri to plío